# Hallormsstaður
Hallormsstaður est une localité islandaise de la municipalité de Fljótsdalshérað située à l'est de l'île, dans la région de l'Austurland. En 2011, le village comptait 48 habitants.